# Jiřice u Miroslavi
Jiřice u Miroslavi (deutsch Irritz) ist eine Gemeinde im Jihomoravský kraj (Region Südmähren). Sie liegt etwa 20 km nordöstlich der Stadt Znojmo (Znaim) und etwa 15 km von der Grenze zu Österreich entfernt.

## Geographie

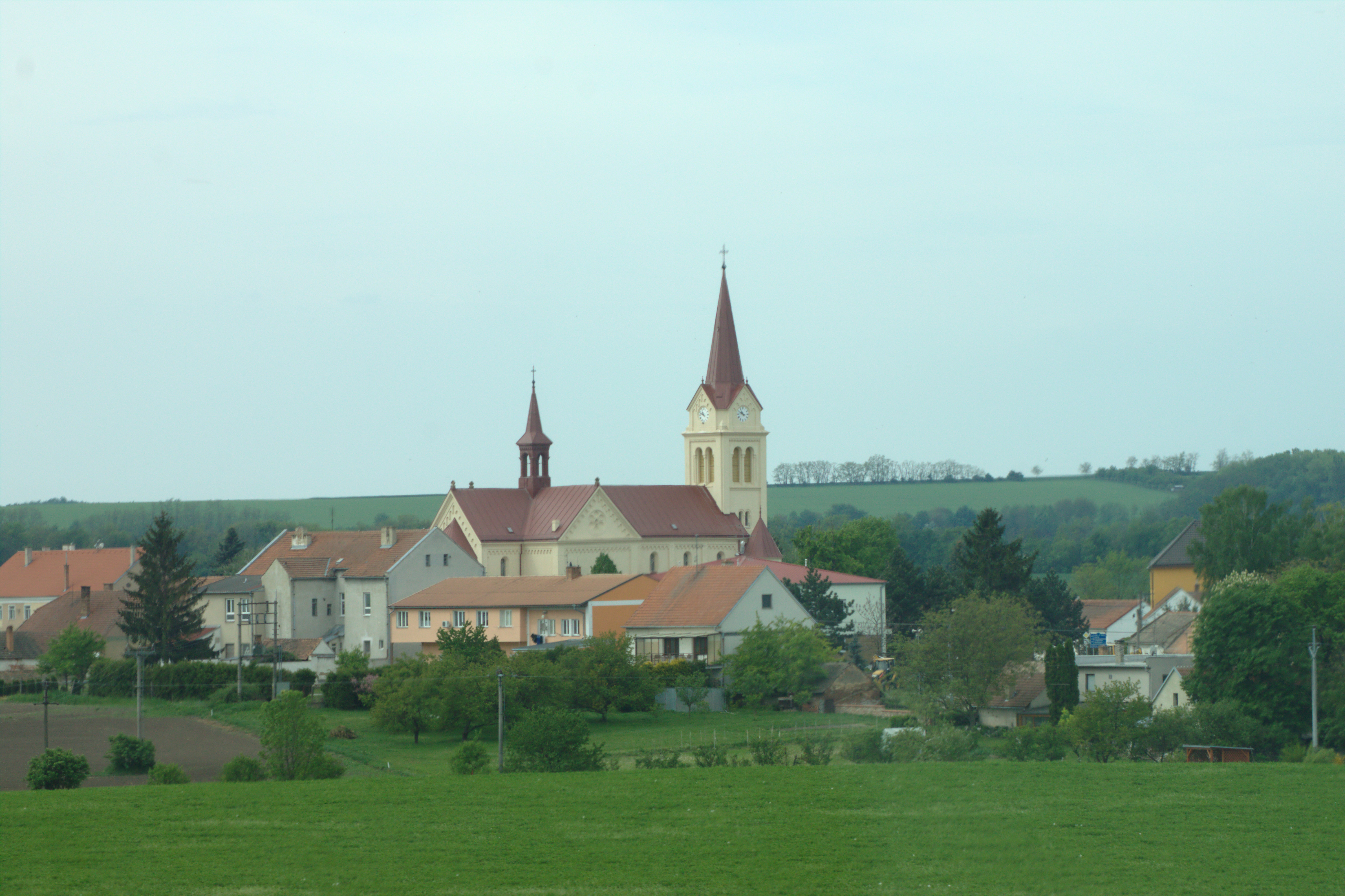
Ortsansicht

Die Nachbarortschaften sind Damnice (Damitz) im Westen, Trnové Pole im Norden, Litobratřice (Leipertitz) im Süden und Troskotovice.

## Geschichte
Die Anlage des Ortes und die bis 1945 gesprochene „ui“- Mundart (bairisch-österreichisch) mit ihren speziellen Bairischen Kennwörtern weisen auf eine Besiedlung durch bayrische deutsche Stämme hin, wie sie um 1050, aber vor allem im 12/13. Jahrhundert erfolgte. Die erste urkundliche Erwähnung des Ortes war im Jahre 1378. Die Schreibweise des Ortes änderte sich im Laufe der Jahre. So schrieb man 1378 „Yricz“, 1609 „Girzicz“ und ab 1672 „Irritz“. Von 1385 bis 1581 war der Ort Besitz des Brünner Klarissinenklosters. Im Jahre 1609 wurde im Ort ein Schloss gebaut. Ab dem Jahre 1634 gehörte der Ort zur Propstei Nikolsburg. Schon im Jahre 1652 ist eine Schule im Ort erwähnt. Während des 17. Jahrhunderts wurde der Ort zur Marktgemeinde erhoben. So wurden im Jahr drei Märkte abgehalten. Der Erste am Dienstag vor Palmsonntag, der Zweite am 10. August und der Dritte am 29. September. 1832 brennen 27 Wohnhäuser und die Kirche völlig aus.
Während des Österreichisch-Preußischen Krieges im Jahre 1866 wurde die Cholera von preußischen Soldaten in den Ort eingeschleppt. Dieser Seuche fielen 99 Einwohner des Ortes zum Opfer. Schon im Jahre 1882 wird eine Freiwillige Feuerwehr im Ort gegründet. Im Jahre 1908 wurde zum 60-jährigen Kaiser-Franz-Josef-Jubiläum eine Volksschule eröffnet. Im Ort lebten großteils Bauern, so dass es um die Jahrhundertwende immer noch ca. 150 landwirtschaftliche Betriebe gab.
Nach dem Ersten Weltkrieg, der 22 Opfer unter den Irritzern forderte, zerfiel der Vielvölkerstaat Österreich-Ungarn. Der Friedensvertrag von Saint Germain 1919 erklärte den Ort, der im Jahre 1910 zu 96 % von Deutschsüdmährern bewohnt war, zum Bestandteil der neuen Tschechoslowakischen Republik. In den nächsten Jahren kam es durch Neuernennungen von Beamten zu einem verstärkten Zuzug von Personen mit tschechischer Nationalität. In der Zwischenkriegszeit erfolgte die Elektrifizierung des Ortes. Nach dem Münchner Abkommen 1938 gehörte der Ort bis 1945 zum Reichsgau Niederdonau.
Im Zweiten Weltkrieg hatte der Ort 52 Opfer zu beklagen. Nach Kriegsende (8. Mai 1945) wurden die im Münchener Abkommen an Deutschland übertragenen Territorien, also auch der Ort Irritz im Rückgriff auf den Vertrag von Saint-Germain wieder der Tschechoslowakei zugeordnet. Nach dem Abzug der Rotarmisten kamen Tschechen und nationale Milizen in den Ort und begannen mit Vertreibungen der deutschen Ortsbewohner über die Grenze nach Österreich. Dabei kam es zu einem Ziviltoten. Andere flüchteten vor diesen Exzessen, in der Annahme, bald wieder zurückkehren zu können. Bis auf drei Ortsbewohner wurden die restlichen Deutschmährer 1946 offiziell nach Westdeutschland zwangsausgesiedelt.
Von den Vertriebenen verblieben 31 Personen in Österreich und der Großteil wurde in Deutschland ansässig. Zwei Familien wanderten in die USA aus.
Der Ort führte seit 1635 Matriken. Alle Geburts-, Trauungs- und Sterbematriken bis zum Jahre 1949 befinden sich im Landesarchiv Brünn.

## Wappen und Siegel
Das erste Gemeindesiegel stammte aus dem Jahre 1609. Es zeigt ein Renaissanceschild mit einem in einem Ring endenden Stab, dessen Spitze mit einer halben heraldischen Lilie und einem halben sechsstrahligen Stern versehen ist.
Im 19. Jahrhundert erhielt der Ort ein neues Siegel, welches einen Weinstock zeigt. Von 1920 bis 1938 führte die Gemeinde einen bildlosen, zweisprachigen Gemeindestempel.

## Bevölkerungsentwicklung
| Volkszählung | Einwohner gesamt | Volkszugehörigkeit der Einwohner | Volkszugehörigkeit der Einwohner | Volkszugehörigkeit der Einwohner |
| Jahr         | Einwohner gesamt | Deutsche                         | Tschechen                        | Andere                           |
| ------------ | ---------------- | -------------------------------- | -------------------------------- | -------------------------------- |
| 1880         | 748              | 692                              | 44                               | 12                               |
| 1890         | 661              | 640                              | 20                               | 1                                |
| 1900         | 719              | 653                              | 66                               | 0                                |
| 1910         | 684              | 658                              | 26                               | 0                                |
| 1921         | 711              | 652                              | 46                               | 13                               |
| 1930         | 708              | 666                              | 33                               | 9                                |

## Sehenswürdigkeiten
- Pfarrkirche zur hl. Anna (1902), anstelle der Kirche des hl. Ulrich (1507), die im Jahre 1831 durch einen Brand zerstört wurde. Der Westturm wurde hierbei neu hinzugefügt.
- Schlösschen (1750)
- Hl. Johannes von Nepomuk (1724) anstelle eines Prangers
- Kriegerdenkmal (1923)[9]
- Jüdischer Friedhof, errichtet im 18. Jahrhundert

## Söhne und Töchter des Ortes
- Ernest Maria Müller (1822–1888), Bischof von Linz, Landtagsabgeordneter

## Brauchtum
Reiches Brauchtum bestimmte den Jahresablauf der 1945/46 vertriebenen, deutschen Ortsbewohner:
- Der Kirtag fand immer am ersten Sonntag nach Maria Geburt im September statt.[10]